# Atletismo nos Jogos Olímpicos de Verão de 2020 - 800 m masculino
O evento dos 800 metros masculino nos Jogos Olímpicos de Verão de 2020 aconteceu entre os dias 31 de julho e 4 de agosto de 2021 no Estádio Olímpico. Esperava-se que aproximadamente cinquenta atletas participassem.

## Qualificação
Um Comitê Olímpico Nacional (CON) pode inscrever até 3 atletas qualificados no evento masculino dos 800 metros desde que todos os atletas atendam ao padrão de inscrição ou se classifiquem pelo ranking durante o período de qualificação (o limite de 3 está em vigor desde o Congresso Olímpico de 1930). O tempo padrão a qualificação era 1:45.20. Este padrão foi "estabelecido com o único propósito de qualificar atletas com desempenhos excepcionais incapazes de se qualificar através do caminho do Ranking Mundial da IAAF". O ranking mundial, baseado na média dos cinco melhores resultados do atleta durante o período de qualificação e ponderado pela importância do evento, é usado para qualificar os atletas até que o limite de 48 seja alcançado.
O período de qualificação foi originalmente de 1 de maio de 2019 a 29 de junho de 2020. Devido à pandemia de COVID-19, este período foi suspenso de 6 de abril de 2020 a 30 de novembro de 2020, com a data de término estendida para 29 de junho de 2021. O início do período do ranking mundial a data também foi alterada de 1 de maio de 2019 para 30 de junho de 2020; os atletas que atingiram o padrão de qualificação naquela época ainda estavam qualificados, mas aqueles que usavam as classificações mundiais não seriam capazes de contar os desempenhos durante esse tempo. Os padrões de tempo de qualificação podem ser obtidos em várias competições durante o período determinado que tenham a aprovação da IAAF. Tanto competições ao ar livre quanto em recinto fechado eram elegíveis para a qualificação. Os campeonatos continentais mais recentes podem ser contados no ranking, mesmo que não durante o período de qualificação.
Os CONs também podem usar sua vaga de universalidade – cada CON pode inscrever um atleta masculino independentemente do tempo, se não houver nenhum atleta masculino que atenda ao padrão de entrada a um evento de atletismo – nos 800 metros.

## Formato
O evento continua a usar o formato típico de três fases principais introduzido em 1912 (com algumas exceções durante esse período). São 6 baterias iniciais, com os 3 primeiros colocados em cada bateria e os 6 melhores tempos no geral avançando para as semifinais. Nas fase seguinte, os 2 primeiros colocados em cada semifinal e os próximos 2 tempos gerais avançam para a final.

## Calendário
Horário local (UTC +9)
| 31 de julho   | 1 de agosto | 4 de agosto |
| 9:50          | 20:25       | 21:05       |
| ------------- | ----------- | ----------- |
| Eliminatórias | Semifinais  | Final       |

## Medalhistas
| Ouro   | KEN Emmanuel Korir  |
| Prata  | KEN Ferguson Rotich |
| Bronze | POL Patryk Dobek    |

## Recordes
Antes desta competição, os recordes mundiais, olímpicos e regionais existentes eram os seguintes:
| Tipo             | Atleta        | Tempo   | Local   | Data                |
| ---------------- | ------------- | ------- | ------- | ------------------- |
| Recorde mundial  | David Rudisha | 1:40.91 | Londres | 9 de agosto de 2012 |
| Recorde olímpico | David Rudisha | 1:40.91 | Londres | 9 de agosto de 2012 |

### Por região
| Área                               | Tempo   | Atleta           | Nação          |
| ---------------------------------- | ------- | ---------------- | -------------- |
| África                             | 1:40.91 | David Rudisha    | Quénia         |
| Ásia                               | 1:42.79 | Yusuf Saad Kamel | Bahrein        |
| Europa                             | 1:41.11 | Wilson Kipketer  | Dinamarca      |
| América do Norte, Central e Caribe | 1:42.34 | Donavan Brazier  | Estados Unidos |
| Oceania                            | 1:44.21 | Joseph Deng      | Austrália      |
| América do Sul                     | 1:41.77 | Joaquim Cruz     | Brasil         |

Os seguintes recordes nacionais foram estabelecidos durante a competição:
| CON                       | Atleta            | Rodada        | Tempo   | Notas              |
| ------------------------- | ----------------- | ------------- | ------- | ------------------ |
| Austrália                 | Peter Bol         | Eliminatórias | 1:44.13 | Recorde da Oceania |
| Austrália                 | Peter Bol         | Semifinais    | 1:44.11 | Recorde da Oceania |
| Ilhas Cook                | Alex Beddoes      | Eliminatórias | 1:47.26 |                    |
| República Centro-Africana | Francky Mbotto    | Eliminatórias | 1:48.26 |                    |
| Tunísia                   | Abdessalem Ayouni | Semifinais    | 1:44.99 |                    |

## Resultados

### Eliminatórias
Regras de qualificação: os 3 primeiros atletas em cada bateria (Q) e os seguintes 6 tempos mais rápidos (q) avançam as semifinais.

#### Bateria 1
| Pos. | Raia | Atleta             | CON                | Tempo   | Notas |
| ---- | ---- | ------------------ | ------------------ | ------- | ----- |
| 1    | 4    | Ferguson Rotich    | KEN Quênia         | 1:43.75 | Q     |
| 2    | 7    | Peter Bol          | AUS Austrália      | 1:44.13 | Q,    |
| 3    | 1    | Elliot Giles       | GBR Grã-Bretanha   | 1:44.49 | Q     |
| 4    | 2    | Abdelati El Guesse | MAR Marrocos       | 1:44.84 | q,    |
| 5    | 5    | Isaiah Jewett      | USA Estados Unidos | 1:45.07 | q     |
| 6    | 8    | Tony van Diepen    | NED Países Baixos  | 1:46.03 |       |
| 7    | 3    | Pol Moya           | AND Andorra        | 1:47.44 |       |
| 8    | 6    | Musa Hajdari       | KOS Kosovo         | 1:48.96 |       |

#### Bateria 2
| Pos. | Raia | Atleta                   | CON                           | Tempo   | Notas            |
| ---- | ---- | ------------------------ | ----------------------------- | ------- | ---------------- |
| 1    | 4    | Marco Arop               | CAN Canadá                    | 1:45.26 | Q                |
| 2    | 3    | Amel Tuka                | BIH Bósnia e Herzegovina      | 1:45.48 | Q                |
| 3    | 2    | Gabriel Tual             | FRA França                    | 1:45.63 | Q                |
| 4    | 1    | Pablo Sánchez-Valladares | ESP Espanha                   | 1:46.06 |                  |
| 5    | 7    | Andreas Kramer           | SWE Suécia                    | 1:46.44 |                  |
| 6    | 6    | Oliver Dustin            | GBR Grã-Bretanha              | 1:46.94 |                  |
| 7    | 8    | Alex Beddoes             | COK Ilhas Cook                | 1:47.26 | Recorde nacional |
| 8    | 5    | Francky Mbotto           | CAF República Centro-Africana | 1:48.26 | Recorde nacional |

#### Bateria 3
| Pos. | Raia | Atleta            | CON                               | Tempo   | Notas |
| ---- | ---- | ----------------- | --------------------------------- | ------- | ----- |
| 1    | 1    | Clayton Murphy    | USA Estados Unidos                | 1:45.53 | Q     |
| 2    | 6    | Daniel Rowden     | GBR Grã-Bretanha                  | 1:45.73 | Q     |
| 3    | 2    | Abdessalem Ayouni | TUN Tunísia                       | 1:45.73 | Q,    |
| 4    | 8    | Charlie Hunter    | AUS Austrália                     | 1:45.91 | q     |
| 5    | 4    | Saúl Ordóñez      | ESP Espanha                       | 1:45.98 |       |
| 6    | 7    | Brandon McBride   | CAN Canadá                        | 1:46.32 |       |
| 7    | 3    | Melese Nberet     | ETH Etiópia                       | 1:47.80 |       |
| 8    | 5    | James Chiengjiek  | EOR Equipe Olímpica de Refugiados | 2:02.04 |       |

#### Bateria 4
| Pos. | Raia | Atleta                | CON            | Tempo   | Notas |
| ---- | ---- | --------------------- | -------------- | ------- | ----- |
| 1    | 8    | Nijel Amos            | BOT Botsuana   | 1:45.04 | Q     |
| 2    | 6    | Michael Saruni        | KEN Quênia     | 1:45.21 | Q     |
| 3    | 7    | Adrián Ben            | ESP Espanha    | 1:45.30 | Q     |
| 4    | 5    | Jeff Riseley          | AUS Austrália  | 1:45.41 | q     |
| 5    | 2    | Oussama Nabil         | MAR Marrocos   | 1:45.64 | q     |
| 6    | 1    | Pierre-Ambroise Bosse | FRA França     | 1:45.97 | q     |
| 7    | 3    | Ryan Sánchez          | PUR Porto Rico | 1:47.07 |       |
| 8    | 4    | Thiago André          | BRA Brasil     | 1:47.25 |       |

#### Bateria 5
| Pos. | Raia | Atleta              | CON            | Tempo   | Notas |
| ---- | ---- | ------------------- | -------------- | ------- | ----- |
| 1    | 1    | Jesús Tonatiú López | MEX México     | 1:46.14 | Q     |
| 2    | 5    | Eliott Crestan      | BEL Bélgica    | 1:46.19 | Q     |
| 3    | 7    | Patryk Dobek        | POL Polônia    | 1:46.59 | Q     |
| 4    | 3    | Mark English        | IRL Irlanda    | 1:46.75 |       |
| 5    | 4    | Benjamin Robert     | FRA França     | 1:47.12 |       |
| 6    | 6    | Eric Nzikwinkunda   | BDI Burundi    | 1:47.97 |       |
| 7    | 2    | Andrés Arroyo       | PUR Porto Rico | 1:53.09 |       |
| 8    | 8    | Dennick Luke        | DMA Dominica   | 1:54.30 |       |

#### Bateria 6
| Pos. | Raia | Atleta                  | CON                | Tempo   | Notas                |
| ---- | ---- | ----------------------- | ------------------ | ------- | -------------------- |
| 1    | 6    | Emmanuel Korir          | KEN Quênia         | 1:45.33 | Q                    |
| 2    | 3    | Mateusz Borkowski       | POL Polônia        | 1:45.34 | Q                    |
| 3    | 5    | Bryce Hoppel            | USA Estados Unidos | 1:45.64 | Q                    |
| 4    | 1    | Mostafa Smaili          | MAR Marrocos       | 1:46.05 |                      |
| 5    | 8    | Yassine Hethat          | ALG Argélia        | 1:46.20 |                      |
| 6    | 7    | Abubaker Haydar Abdalla | QAT Catar          | 1:47.45 |                      |
| 7    | 4    | Wesley Vázquez          | PUR Porto Rico     | 1:49.06 | Recorde da temporada |
| —    | 2    | Ayanleh Souleiman       | DJI Djibuti        | —       | DNS                  |

### Semifinais
Regras de qualificação: os 2 primeiros atletas em cada bateria (Q) e os seguintes 2 tempos mais rápidos (q) avançam a final.

#### Semifinal 1
| Pos. | Raia | Atleta              | CON                | Tempo   | Notas            |
| ---- | ---- | ------------------- | ------------------ | ------- | ---------------- |
| 1    | 3    | Patryk Dobek        | POL Polônia        | 1:44.60 | Q                |
| 2    | 6    | Emmanuel Korir      | KEN Quênia         | 1:44.74 | Q                |
| 3    | 5    | Jesús Tonatiú López | MEX México         | 1:44.77 |                  |
| 4    | 9    | Eliott Crestan      | BEL Bélgica        | 1:44.84 | Recorde pessoal  |
| 5    | 4    | Bryce Hoppel        | USA Estados Unidos | 1:44.91 |                  |
| 6    | 2    | Abdessalem Ayouni   | TUN Tunísia        | 1:44.99 | Recorde nacional |
| 7    | 7    | Charlie Hunter      | AUS Austrália      | 1:46.73 |                  |
| 8    | 8    | Abdelati El Guesse  | MAR Marrocos       | 1:46.85 |                  |

#### Semifinal 2
| Pos. | Raia | Atleta            | CON                | Tempo   | Notas                |
| ---- | ---- | ----------------- | ------------------ | ------- | -------------------- |
| 1    | 6    | Peter Bol         | AUS Austrália      | 1:44.11 | Q,                   |
| 2    | 5    | Clayton Murphy    | USA Estados Unidos | 1:44.18 | Q                    |
| 3    | 7    | Gabriel Tual      | FRA França         | 1:44.28 | q,                   |
| 4    | 4    | Adrián Ben        | ESP Espanha        | 1:44.30 | q                    |
| 5    | 8    | Daniel Rowden     | GBR Grã-Bretanha   | 1:44.35 | Recorde da temporada |
| 6    | 9    | Michael Saruni    | KEN Quênia         | 1:44.55 | Recorde da temporada |
| 7    | 3    | Marco Arop        | CAN Canadá         | 1:44.90 |                      |
| 8    | 2    | Mateusz Borkowski | POL Polônia        | 1:46.54 |                      |

#### Semifinal 3
| Pos. | Raia | Atleta                | CON                      | Tempo   | Notas |
| ---- | ---- | --------------------- | ------------------------ | ------- | ----- |
| 1    | 6    | Ferguson Rotich       | KEN Quênia               | 1:44.04 | Q     |
| 2    | 8    | Amel Tuka             | BIH Bósnia e Herzegovina | 1:44.53 | Q,    |
| 3    | 4    | Elliot Giles          | GBR Grã-Bretanha         | 1:44.74 |       |
| 4    | 7    | Oussama Nabil         | MAR Marrocos             | 1:46.42 |       |
| 5    | 2    | Jeff Riseley          | AUS Austrália            | 1:47.17 |       |
| 6    | 9    | Pierre-Ambroise Bosse | FRA França               | 1:48.62 |       |
| 7    | 5    | Isaiah Jewett         | USA Estados Unidos       | 2:38.12 |       |
| 8    | 3    | Nijel Amos            | BOT Botsuana             | 2:38.49 | qR    |

### Final
A final foi disputada em 4 de agosto, às 21:05 locais.
| Pos.              | Raia | Atleta          | CON                      | Tempo   | Notas |
| ----------------- | ---- | --------------- | ------------------------ | ------- | ----- |
| Medalha de ouro   | 4    | Emmanuel Korir  | KEN Quênia               | 1:45.06 |       |
| Medalha de prata  | 6    | Ferguson Rotich | KEN Quênia               | 1:45.23 |       |
| Medalha de bronze | 3    | Patryk Dobek    | POL Polônia              | 1:45.39 |       |
| 4                 | 8    | Peter Bol       | AUS Austrália            | 1:45.92 |       |
| 5                 | 7    | Adrián Ben      | ESP Espanha              | 1:45.96 |       |
| 6                 | 2    | Amel Tuka       | BIH Bósnia e Herzegovina | 1:45.98 |       |
| 7                 | 1    | Gabriel Tual    | FRA França               | 1:46.03 |       |
| 8                 | 9    | Nijel Amos      | BOT Botsuana             | 1:46.41 |       |
| 9                 | 5    | Clayton Murphy  | USA Estados Unidos       | 1:46.53 |       |

Legenda
| Recorde mundial      | Recorde mundial (World record)               |                       | Recorde africano                      | Recorde africano (African) |                                           | Q | Classificado por posição (Qualified) |
| Recorde olímpico     | Recorde olímpico (Olympic record)            | Recorde da América    | Recorde da América (Americas)         | q                          | Classificado por melhor tempo (Qualified) |   |                                      |
| Melhor marca do ano  | Melhor marca do ano (World leading)          | Recorde asiático      | Recorde asiático (Asian)              | DNS                        | Não largou (Did not start)                |   |                                      |
| Recorde nacional     | Recorde nacional (National record)           | Recorde europeu       | Recorde europeu (European)            | DNF                        | Não terminou (Did not finish)             |   |                                      |
| Recorde pessoal      | Recorde pessoal do atleta (Personal best)    | Recorde da Oceania    | Recorde da Oceania (Oceania)          | DSQ / DQ                   | Desclassificado (Disqualified)            |   |                                      |
| Recorde da temporada | Recorde da temporada do atleta (Season best) | Recorde sul-americano | Recorde sul-americano (South America) | NM                         | Sem marca (No mark)                       |   |                                      |